# عبدالحسین احسانی
عبدالحسین احسانی شاعر معاصر ایرانی است.
احسانی از شاگردان نیما در هنرستان صنعتی بوده و از طریق او به شعر نو روی آورده بود.
در فروردین سال ۱۳۳۱ یاران خروس جنگی به‌اتفاق پرویز داریوش، منوچهر شیبانی و عبدالحسین احسانی و چند تن دیگر، و با تلاش هوشنگ ایرانی، مجلهٔ «موج» را منتشر می‌کنند. «موج» نسبت به خروس جنگی بسیار ملایم و معتدل است.
«موج» قرار بود فصلنامه باشد، ولی از آنجا که فاقد امکانات بود پس از یک شماره تعطیل شد. این یک شماره در ۵۰۰ نسخه چاپ شد. نکتهٔ قابل توجه در این مجله، تاریخ شعر عبدالحسین احسانی است. او ظاهراً این شعر را در مهرماه ۱۳۲۴ سروده‌است؛ و این امر بیانگر این مطلب است که بسا شاعران دیگر که در سال ۱۳۲۴ یا پیش‌تر از آن شعر نو سروده‌اند که اثری از آن‌ها نمانده یا دیریاب است. او در این شماره از مجله شعری نیز به نام «امید و آرزوهای من» از یک شاعر ناشناس آلمانی ترجمه می‌کند.

## نمونه شعر
یأس و امید
تیرهای جان‌شکاف غم؛ درید پردهٔ آرام عمرم.

رفت از میان فاصلهٔ مرگ و زندگی

تابید زان روزن شعاع امیدم

اکنون، در انتخاب بود و نبود خویش.

استاده بر سر پایم مرددم.

گه سوی مرگ روم، گاه طرف زندگی

اندر قبول زین دو یکی حیرانم

گاهی نهیب زند غم که دست شوی زین زندگی، برو

به چه کارت مَنم

گه خنده می‌زند امید که ای شوخ:

بازوی خود گشا و به بر گیر پیکرم.

این همه نالیدن، از درد و غم، از بیش و کم؟

از اشک تو چه سود؟

از درد تو چه غم؟

«نیست آنچه نیست، هست آنچه هست

از غم تو چرخ نگردد

از غم تو چرخ نگردد»
تهران مهرماه - ۱۳۲۴

## پی‌نوشت
1. 1 2 3 4 5  جواهری گیلانی، محمدتقی (شمس لنگرودی). تاریخ تحلیلی شعر نو - جلد اول: ۱۲۸۴–۱۳۳۲ه‍. ش، [ویرایش دوم]. تهران: نشر مرکز، ۱۳۷۷